# Marián
Marián és una pel·lícula espanyola del 1977 dirigida per Luis Martínez Cortés, coautor del guió amb Juan Antonio Porto i protagonitzada per Isabel Mestres. Fou rodada a Otsagabia, als Pirineus de Navarra.

## Argument
Marián és una jove de 27 anys amb una forta vida interior però totalment insensible i frígida. Casada amb el seu cosí Jaime, no és feliç degut al sentiment de repulsa vers els homes en general provocat per Alfredo, el nou marit de la seva mare, Ana. Té algunes relacions extraconjugals que tampoc aconsegueixen satisfer-la. Quan coneix l’escriptor Marcos Salazar creu veure en ell la reencarnació del seu pare mort i neix en ella una fascinació patològica.

## Repartiment
- Héctor Alterio: Alfredo
- María Asquerino: Ana
- Eduardo Bea
- Alberto Belmonte: Jaime
- Lina Canalejas: Irene Sierra
- Javier Escrivá: Marcos Salazar
- Fernando Hilbeck
- Isabel Mestres: Marian
- Susana Prados
- Mari Carmen Sierra
- Xabier Elorriaga
- Henry Gregor
- Darío Escrivá
- Mario Toas
- Ángel Menéndez
- Roberto Daniel
- Manuela Camacho
- Anastasio de la Fuente
- José Luis Murillo

## Estrena
Fou exhibida per primer cop a la secció Nuevos Realizadores del Festival Internacional de Cinema de Sant Sebastià 1978.